# 貝爾梅滕山
46°49′50″N 8°40′55″E / 46.83056°N 8.68194°E

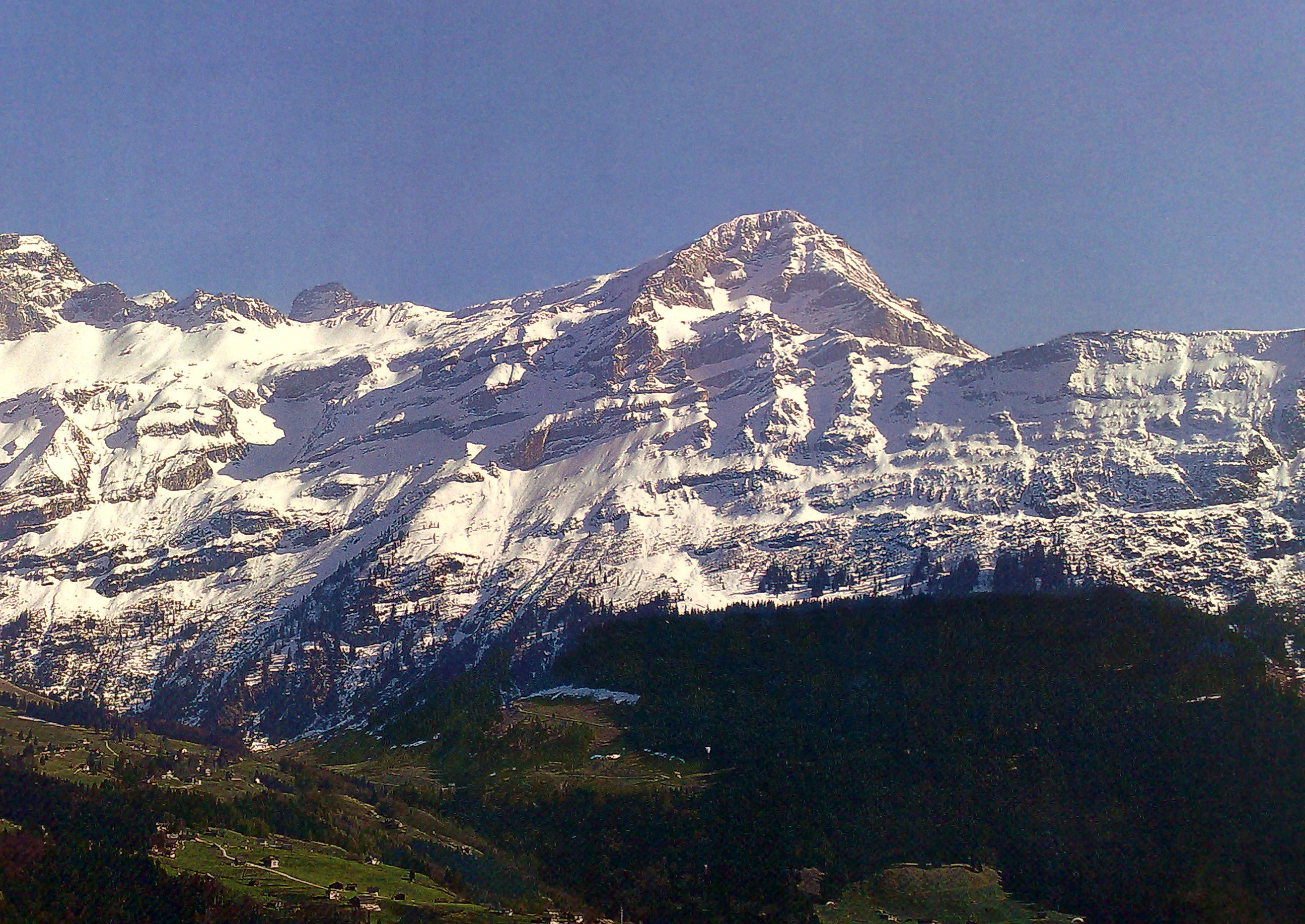

貝爾梅滕山（德語：Bälmeten），是瑞士的山峰，位於該國中部，由烏里州負責管轄，屬於西阿爾卑斯山脈中烏里山的一部分，海拔高度2,414米，每年平均降雨量2,385毫米。